# Combinación de estados financieros
Los Estados financieros combinados son aquellos que muestran los resultados de operación, la situación financiera  y los cambios en ésta de las compañías afiliadas como si se trataran de una sola y además, expresan la fuerza de las empresas que se han sumado en la combinación tanto de activos, pasivos, capital y también como de los resultados obtenidos de un grupo de organizaciones. 

## Según el CINIF
El  Consejo Mexicano para la Investigación y Desarrollo de Normas de Información Financiera (CINIF) dice que los estados financieros combinados tienen como propósito presentar la información financiera perteneciente a un grupo de empresas afiliadas, pertenecientes a un mismo sector económico y éstos se crean mediante la unión de los estados financieros que presenta cada una de las afiliadas. 
En el párrafo 53.3 de la Norma de Información Financiera B-8 dice que "Los estados financieros combinados deben incluir de manera prominente, la mención de que se trata de estados financieros combinados".